# Justin Gray (scénariste)
Ne doit pas être confondu avec Justin Gray, le joueur de basket
Pour les articles homonymes, voir Gray.
Œuvres principales
Jonah Hex
Justin Gray est un scénariste de comics américain employé par DC Comics.

## Carrière
Justin Gray a souvent collaboré avec un autre écrivain Jimmy Palmiotti sur des séries comme Hawkman, Jonah Hex, Power Girl, 21 Down, Uncle Sam and the Freedom Fighters, et The Resistance. Les deux ont aussi co-écrit Jonah Hex: No way back, un roman graphique pour coïncider avec la sortie du film. Entre 2006 et 2011, avec Palmiotti, Gray écrit la série mensuelle de Jonah Hex et Freedom Fighters (2010-2011) pour DC Comics, ainsi que la mini-série Time Bomb pour Radical Publishing.
En outre, il a également travaillé sur la bande dessinée basée sur le jeu vidéo de Prototype, ainsi qu'écrit le scénario de Dead Space, préquelle du film d'animation Dead Space: Downfall.
En 2011, à la suite de la relance de l'univers DC avec les New 52, il travaille alors sur les séries All-Star Western, Ame-Comi Girls et Batwing.

## Œuvres

### Bandes dessinées

#### Wildstorm
- Gen 13 vol. 3 no 0, "21 Down" et "The Resistance" (avec Jimmy Palmiotti, Jesus Saiz et Juan Santacruz, juillet 2002)
- 21 Down no 1-12 (Septembre 2002-Septembre 2003)
  - The Conduit (tpb, 176 pages, 2003,  (ISBN 1-4012-0120-2)) contient :
    - "Simple Kind of Life" (avec Jimmy Palmiotti et Jesus Saiz, no 1, 2002)
    - "I Like to Wear Sheep's Clothing" (avec Jimmy Palmiotti et Jesús Saiz, no 2, 2002)
    - "I'm Not Sick, But I'm Not Well" (avec Jimmy Palmiotti et Jesús Saiz, no 3, 2002)
    - "Don't Stand Alone in These Strangest of Times" (avec Jimmy Palmiotti et Jesús Saiz, no 4, 2002)
    - "Distance from One into the Other" (avec Jimmy Palmiotti et Jesús  Saiz, no 5, 2003)
    - "End of Night" (avec Jimmy Palmiotti et Jesús Saiz, no 6, 2003)
    - "Transitions" (avec Jimmy Palmiotti et Jesús Saiz, no 7, 2003)

  - "Roadside Attractions" (avec Jimmy Palmiotti et Jesús Sáiz, dans no 8-12, 2003)
- The Resistance (série limitée, septembre 2002-avril 2003)
  - Resistance (tpb, 192 pages, 2009,  (ISBN 1-6001-0407-X)) contient :
    - "Weep for the Future" (avec Jimmy Palmiotti et Juan Santacruz, no 1, 2002)
    - "Instant Karma's Gonna Get You" (avec Jimmy Palmiotti et Juan Santacruz, no 2, 2002)
    - "The Cretin's Cloning & Feeding" (avec Jimmy Palmiotti et Juan Santacruz, no 3, 2002)
    - "Big Fish Eat the Little Ones" (avec Jimmy Palmiotti et Juan Santacruz, no 4, 2002)
    - "Blood in the Streets" (avec Jimmy Palmiotti et Juan Santacruz, no 5, 2003)
    - "Sacrifices" (avec Jimmy Palmiotti et Juan Santacruz, no 6, 2003)
    - "Untitled" (avec Jimmy Palmiotti et Juan Santacruz, no 7, 2003)
    - "This is our Last Goodbye" (avec Jimmy Palmiotti et Juan Santacruz, no 8, 2003)
- The Twilight Experiment (série limitée, février 2005-juillet 2005)
  - The Twilight Experiment (tpb, 144 pages, 2011,  (ISBN 1-4012-3055-5)) contient :
    - "Inherit the World" (avec Jimmy Palmiotti et Juan Santacruz, no 1, 2005)
    - "The Boy Who Fell To Earth" (avec Jimmy Palmiotti et Juan Santacruz, no 2, 2005)
    - "Learn To Swim" (avec Jimmy Palmiotti et Juan Santacruz, no 3, 2005)
    - "Unfinished Business" (avec Jimmy Palmiotti et Juan Santacruz, no 4, 2005)
    - "The Mind of God" (avec Jimmy Palmiotti et Juan Santacruz, no 5, 2005)
    - "Choices" (avec Jimmy Palmiotti et Juan Santacruz, no 6, 2005)
- Vendredi 13 (série limitée en 6 numéros, avec Jimmy Palmiotti et Adam Archer, Décembre 2006-Mai 2007, collectée dans Friday the 13th, tpb, 144 pages, 2007,  (ISBN 1-8457-6625-3))
- Midnighter no 9, "The Hercules Virus" (avec Jimmy Palmiotti et Brian Stelfreeze, juillet 2007)
- Prototype (série limitée en 6 numéros, avec Jimmy Palmiotti, Darick Robertson et Mat Jacobs, avril–septembre 2009, dans Prototype, tpb, 168 pages, 2010,  (ISBN 1-4012-2671-X))

#### DC Comics
- Monolith no 1-12 (Février 2004-Janvier 2005)
  - "Heart of Stone" (avec Jimmy Palmiotti et Phil Winslade, no 1-3, 2004)
  - "Last Rites"  (avec Jimmy Palmiotti et Phil Winslade, no 4-5, 2004)
  - "Friendly Fire" (avec Jimmy Palmiotti et Tomm Coker, no 6-8, 2004)
  - "All Old Things are New Again" (avec Jimmy Palmiotti et Phil Winslade, no 9-10, 2004)
  - "Frantic" (avec Jimmy Palmiotti et Peter Snejberg, no 11, 2004)
  - "Bloodbath in Red Hook" (avec Jimmy Palmiotti and Peter Snejberg, no 12, 2005)
- Hawkman vol. 4 no 28-49 (Mai 2004-Février 2006)
  - "Fate's Warning" (avec Jimmy Palmiotti et Ryan Sook, no 28-31, 2004)
  - "Terror Beneath the Ice" (avec Jimmy Palmiotti et Joe Bennett, no 32, 2004)
  - "Earth and Sky" (avec Jimmy Palmiotti et Andy Smith, no 33, 2004)
  - "The Gift" (avec Jimmy Palmiotti et Ryan Sook, no 34, 2004)
  - "The Tower of Silence" (avec Jimmy Palmiotti et Joe Bennett, no 35, 2004)
  - "The Army of Forgotten Souls" (avec Jimmy Palmiotti et Joe Bennett, no 36, 2005)
  - Rise of the Golden Eagle (tpb, 208 pages, 2006,  (ISBN 1-4012-1092-9)) contient :
    - "Farewell, My Enemy" (avec Jimmy Palmiotti, Joe Bennett et Dale Eaglesham, no 37-41, 2005)
    - "Aftermath" (avec Jimmy Palmiotti et Stephen Sadowski, no 42, 2005)
    - "I Fly in the Face of Danger" (avec Jimmy Palmiotti et Joe Bennett, no 43, 2005)
    - "My Enemy Revealed" (avec Jimmy Palmiotti et Joe Bennett, no 44-45, 2005)

  - "Sins of the Past, Present and Future" (avec Jimmy Palmiotti, Ron Randall et Art Thibert, no 46, 2005)
  - "Coalition in Crisis" (avec Jimmy Palmiotti et Chris Batista, no 47-49, 2005-2006)
- Jonah Hex vol. 2 no 1-70 (Novembre 2005-Août 2011)
  - Face Full of Violence (tpb, 144 pages, 2006,  (ISBN 1-4012-1095-3)) contient :
    - "Giving the Devil His Due" (avec Jimmy Palmiotti et Luke Ross, no 1, 2005)
    - "Bullets of Silver, Cross of Gold!" (avec Jimmy Palmiotti et Luke Ross, no 2, 2005)
    - "Eye For an Eye" (avec Jimmy Palmiotti et Luke Ross, no 3, 2006)
    - "The Time I Almost Died" (avec Jimmy Palmiotti et Luke Ross, no 4, 2006)
    - "Christmas With the Outlaws" (avec Jimmy Palmiotti et Tony DeZuniga, no 5, 2006)
    - "Goin' Back to Texas in a Box" (avec Jimmy Palmiotti et Luke Ross, no 6, 2006)

  - Guns of Vengeance (tpb, 144 pages, 2007,  (ISBN 1-4012-1249-2)) contient :
    - "One Wedding & Fifty Funerals" (avec Jimmy Palmiotti et Luke Ross, no 7, 2006)
    - "Never Turn a Blind Eye" (avec Jimmy Palmiotti, Val Semeiks et Dylan Teague, no 8, 2006)
    - "Gettin' Un-Haunted" (avec Jimmy Palmiotti et Tony DeZuniga, no 9, 2006)
    - "Gator Bait" (avec Jimmy Palmiotti et Phil Noto, no 10, 2006)
    - "The Hangin' Tree" (avec Jimmy Palmiotti et David Michael Beck, no 11, 2006)
    - "Bloodstained Snow" (avec Jimmy Palmiotti et Paul Gulacy, no 12, 2006)

  - Origins (tpb, 144 pages, 2007,  (ISBN 1-4012-1490-8)) contient :
    - "Retribution" (avec Jimmy Palmiotti et Jordi Bernet, no 13-15, 2006-2007)
    - "The Ballad of Tallulah Black" (avec Jimmy Palmiotti et Phil Noto, no 16-17, 2007)
    - "I Walk Alone" (avec Jimmy Palmiotti et Val Semeiks, no 18, 2007)

  - Only the Good Die Young (tpb, 144 pages, 2008,  (ISBN 1-4012-1689-7)) contient :
    - "Texas Money" (avec Jimmy Palmiotti et Phil Noto, no 19, 2007)
    - "Unfinished Business" (avec Jimmy Palmiotti et Phil Noto, no 20, 2007)
    - "Devil's Paw" (avec Jimmy Palmiotti et Jordi Bernet, no 21, 2007)
    - "The Current War" (avec Jimmy Palmiotti et Phil Noto, no 22, 2007)
    - "Who Lives and Who Dies" (avec Jimmy Palmiotti et Jordi Bernet, no 23, 2007)
    - "All Hallows Eve" (avec Jimmy Palmiotti et David Michael Beck, no 24, 2007)

  - Luck Runs Out (tpb, 144 pages, 2008,  (ISBN 1-4012-1960-8)) contient :
    - "My Name is Nobody" (avec Jimmy Palmiotti et Russ Heath, no 25, 2007)
    - "Four Little Pigs: A Grindhouse Western" (avec Jimmy Palmiotti et Giuseppe Camuncoli, no 26, 2007)
    - "Star Man" (avec Jimmy Palmiotti et Jordi Bernet, no 27, 2008)
    - "Townkiller" (avec Jimmy Palmiotti et John Higgins, no 28, 2008)
    - "Return to Devil's Paw" (avec Jimmy Palmiotti et Rafael Garres, no 29, 2008)
    - "Luck Runs Out" (avec Jimmy Palmiotti et Jordi Bernet, no 30, 2008)

  - Bullets Don't Lie (tpb, 144 pages, 2009,  (ISBN 1-4012-2157-2)) contient :
    - "The Red Mask" (avec Jimmy Palmiotti et Paulo Siqueira, no 31, 2008)
    - "The Matador" (avec Jimmy Palmiotti et Jordi Bernet, no 32, 2008)
    - "The Hunting Trip" (avec Jimmy Palmiotti et Darwyn Cooke, no 33, 2008)
    - "Outrunning Shadows" (avec Jimmy Palmiotti et Mark Sparacio, no 34, 2008)
    - "A Crude Offer" (avec Jimmy Palmiotti et J.H. Williams III, no 35, 2008)
    - "Seven Graves Six Feet Deep" (avec Jimmy Palmiotti et Rafael Garres, no 36, 2008)

  - Lead Poisoning (tpb, 144 pages, 2009,  (ISBN 1-4012-2485-7)) contient :
    - "Trouble Comes in Threes" (avec Jimmy Palmiotti et Jordi Bernet, no 37, 2008)
    - "Hell or High Water" (avec Jimmy Palmiotti et Jordi Bernet, no 38, 2008)
    - "Cowardice" (avec Jimmy Palmiotti et Rafael Garres, no 39, 2009)
    - "Sawbones The First Half" (avec Jimmy Palmiotti et David Michael Beck, no 40, 2009)
    - "Sawbones The Second Half" (avec Jimmy Palmiotti et David Michael Beck, no 41, 2009)
    - "Shooting the Sun" (avec Jimmy Palmiotti et Jordi Bernet, no 42, 2009)

  - Six Gun War (tpb, 144 pages, 2010,  (ISBN 1-4012-2587-X)) contient :
    - "The Six Gun War" (avec Jimmy Palmiotti et Cristiano Cucina, no 44-49, 2009)

  - Counting Corpses (tpb, 144 pages, 2010,  (ISBN 1-4012-2899-2)) contient :
    - "The Hyde House Massacre" (avec Jimmy Palmiotti et Paul Gulacy, n°43, 2009)
    - "The Great Silence" (avec Jimmy Palmiotti et Darwyn Cooke, n°50, 2009)
    - "Divining Rod" (avec Jimmy Palmiotti et Dick Giordano, n°51, 2010)
    - "Too Mean To Die" (avec Jimmy Palmiotti et Jordi Bernet, n°52, 2010)
    - "You'll Never Dance Again" (avec Jimmy Palmiotti et Billy Tucci, n°53, 2010)
    - "Shooting Stars" (avec Jimmy Palmiotti et Jordi Bernet, n°54, 2010)

  - Tall Tales (tpb, 144 pages, 2011,  (ISBN 1-4012-3009-1)) contient :
    - "The Brief Life of Billy Dynamite" (avec Jimmy Palmiotti et Vicente Alcazar, n°55, 2010)
    - "First True Love" (avec Jimmy Palmiotti et C.P. Smith, n°56, 2010)
    - "More Than Enough" (avec Jimmy Palmiotti et Phil Winslade, n°56, 2010)
    - "Tall Tales" (avec Jimmy Palmiotti et Jordi Bernet, n°57, 2010)
    - "Every Bullet Tells a Story" (avec Jimmy Palmiotti et Giancarlo Caracuzzo, n°58, 2010)
    - "Riders on the Storm" (avec Jimmy Palmiotti et Jordi Bernet, n°59, 2010)
    - "Blood Lies Bleeding" (avec Jimmy Palmiotti et Brian Stelfreeze, n°60, 2010)

  - Bury Me In Hell (tpb, 224 pages, 2011,  (ISBN 1-4012-3249-3)) contient :
    - "Honeymoon Bullets" (avec Jimmy Palmiotti et Jordi Bernet, n°61, 2010)
    - "The Package"  (avec Jimmy Palmiotti et Eduardo Risso, n°62, 2010)
    - "Bury Me In Hell" (avec Jimmy Palmiotti et Jordi Bernet, n°63, 2011)
    - "Lovesick" (avec Jimmy Palmiotti et Nelson DeCastro, n°64, 2011)
    - "Snowblind" (avec Jimmy Palmiotti et Jordi Bernet, n°65, 2011)
    - "Casket Canyon" (avec Jimmy Palmiotti et Fiona Staples, n°66, 2011)
    - "Ghost Town" (avec Jimmy Palmiotti et Jordi Bernet, n°67, 2011)
    - "Murder in Cottonwood" (avec Jimmy Palmiotti et Rafael Garres, n°68, 2011)
    - "The Old Man" (avec Jimmy Palmiotti et Jeff Lemire, n°69, 2011)
    - "Weird Western" (avec Jimmy Palmiotti, Ryan Sook et Diego Olmos, n°70, 2011)
- Batman: Legends of the Dark Knight vol. 1 n°204-206 (Avril 2006-Mai 2006)
  - "The Madmen of Gotham" (avec Steven Cummings, n°204-206, 2006)
- The Battle for Blüdhaven (série limitée en 6 numéros, avec Jimmy Palmiotti et Dan Jurgens, Avril–Juillet 2006, collectée dans Battle for Blüdhaven tpb, 144 pages, 2007,  (ISBN 1-4012-1199-2))
- Brave New World, oneshot, "Uncle Sam and the Freedom Fighters" (avec  Jimmy Palmiotti et Daniel Acuña, Juin 2006)
- Superman Returns: Prequel n°1 "Krypton to Earth" (avec Jimmy Palmiotti, Bryan Singer, Michael Dougherty, Dan Harris et Ariel Olivetti, Juin 2006, collecté dans Superman Returns: The Prequels, tpb, 128 pages, 2007,  (ISBN 1-4012-1146-1))
- Uncle Sam and the Freedom Fighters vol. 1 (série limitée, Juillet 2006-Février 2007)
  - Uncle Sam and the Freedom Fighters (tpb, 208 pages, 2007,  (ISBN 1-4012-1336-7)) contient :
    - "Freedom Fighters" (avec Jimmy Palmiotti et Daniel Acuña, n°1, 2006)
    - "Arresting America" (avec Jimmy Palmiotti et Daniel Acuña, n°2, 2006)
    - "First Strike" (avec Jimmy Palmiotti et Daniel Acuña, n°3, 2006)
    - "A Call To Arms" (avec Jimmy Palmiotti et Daniel Acuña, n°4, 2006)
    - "Freedom Denied" (avec Jimmy Palmiotti et Daniel Acuña, n°5, 2006)
    - "The Returning of Champions" (avec Jimmy Palmiotti et Daniel Acuña, n°6, 2006)
    - "Traitors and Patriots" (avec Jimmy Palmiotti et Daniel Acuña, n°7, 2007)
    - "Liberty and Justice for All" (avec Jimmy Palmiotti et Daniel Acuña, n°8, 2007)
- Supergirl vol. 5 n°12, "Rock On!" (avec Jimmy Palmiotti et Amanda Conner, Novembre 2006, collecté dans Identity, tpb, 256 pages, 2007,  (ISBN 1-4012-1484-3))
- Countdown to Final Crisis n°50, 46-45, 43, 38, 34, 30, 26, 24, 17, 12-8 (Mars 2007-Janvier 2008)
  - "Last Laugh" (avec Jimmy Palmiotti, Paul Dini et Jim Calafiore, n°50, 2007)
  - "Weapon of War" (avec Jimmy Palmiotti, Paul Dini et Jesús Saiz, n°46, 2007)
  - "Monitor Duty" (avec Jimmy Palmiotti, Paul Dini et Jim Calafiore, n°45, 2007)
  - "The Funeral" (avec Jimmy Palmiotti, Paul Dini et Manuel Garcia et  David López, n°43, 2007)
  - "All Hell!" (avec Jimmy Palmiotti, Paul Dini et Jesús Saíz, n°38, 2007)
  - "Searching for Answers" (avec Jimmy Palmiotti, Paul Dini, Keith Giffen et Jesús Saiz, n°34, 2007)
  - "Family Feud" (avec Jimmy Palmiotti, Paul Dini, Keith Giffen et Jesús Saiz, n°30, 2007)
  - "Halfway to Hell" (avec Jimmy Palmiotti, Paul Dini, Keith Giffen et Scott Kolins, n°26, 2007)
  - "Prime Example" (avec Jimmy Palmiotti, Paul Dini et Tom Derenick, n°24, 2007)
  - "This Means War" (avec Jimmy Palmiotti, Paul Dini, Keith Giffen et Ron Lim, n°17, 2007)
  - "Come Together" (avec Paul Dini, Keith Giffen et Tom Derenick, n°12, 2007)
  - "Eye of the Beholder" (avec Jimmy Palmiotti, Paul Dini, Keith Giffen et Mike Norton, n°11, 2007)
  - "The Gods Must be Crazy!" (avec Jimmy Palmiotti, Paul Dini, Keith Giffen et Scott Kolins, n°10, 2007)
  - "Pay the Piper" (avec Jimmy Palmiotti, Paul Dini et Tom Derenick, n°9, 2007)
  - "Homeward Bound" (avec Jimmy Palmiotti, Paul Dini et Carlos Magno, n°8, 2008)
- Countdown to Adventure n°1-8 (Août 2007-Mars 2008)
  - Countdown to Adventure (tpb, 192 pages, 2008,  (ISBN 1-4012-1823-7)) contient :
    - "Forerunner" (avec Fabrizio Fiorentino et Travis Moore, n°1-8, 2007-2009)
- JLA Classified n°42-46 (Septembre 2007-Novembre 2007)
  - "The Ghosts of Mars" (avec Rick Leonardi, n°42-46, 2007)
- Superman Confidential n°6-7 (Septembre 2007-Octobre 2007)
  - "Welcome to Mer-tropolis" (avec Jimmy Palmiotti et Koi Turnbull, n°6-7, 2007)
- Uncle Sam and the Freedom Fighters vol. 2 (série limitée, Septembre 2007-Avril 2008)
  - Uncle Sam and the Freedom Fighters: Brave New World (tpb, 192 pages, 2008,  (ISBN 1-4012-1954-3)) contient :
    - "Uncle Sam and the Freedom Fighters" (avec Jimmy Palmiotti et Renato Arlem, n°1, 2007)
    - "Fame" (avec Jimmy Palmiotti et Renato Arlem, n°2, 2007)
    - "The Kids Are Not All Right" (avec Jimmy Palmiotti et Renato Arlem, n°3, 2007)
    - "Life in Miniature" (avec Jimmy Palmiotti et Renato Arlem, n°4, 2007)
    - "Be Careful What You Wish For" (avec Jimmy Palmiotti et Renato Arlem, n°5, 2008)
    - "Into the Unknown" (avec Jimmy Palmiotti et Renato Arlem, n°6, 2008)
    - "The Universal" (avec Jimmy Palmiotti et Renato Arlem, n°7, 2008)
    - "Let Freedom Ring" (avec Jimmy Palmiotti et Renato Arlem, n°8, 2008)
- Superman/Supergirl: Maelstrom (série limitée, Novembre 2008-Janvier 2009)
  - Superman/Supergirl: Maelstrom (tpb, 128 pages, 2009,  (ISBN 1-4012-2508-X)) contient :
    - "Maelstrom" (avec Jimmy Palmiotti et Phil Noto, n°1-5, 2008-2009)
- Terra (série limitée, Novembre 2008-Décembre 2008)
  - Terra (tpb, 128 pages, 2009,  (ISBN 1-4012-2510-1)) contient :
    - "Can You Dig It?" (avec Jimmy Palmiotti et Amanda Conner, n°1, 2008)
    - "Who Are You?" (avec Jimmy Palmiotti et Amanda Conner, n°2, 2008)
    - "Far Away Home" (avec Jimmy Palmiotti et Amanda Conner, n°3, 2008)
    - "For Those About to Rock!" (avec Jimmy Palmiotti et Amanda Conner, n°4, 2008)
- Power Girl vol. 2 n°1-12 (Mai 2009-Mai 2012)
  - A New Beginning (tpb, 160 pages, 2010,  (ISBN 1-4012-2618-3)) contient :
    - "A New Beginning" (avec Jimmy Palmiotti et Amanda Conner, n°1, 2009)
    - "Unleashing the Beast" (avec Jimmy Palmiotti et Amanda Conner, n°2, 2009)
    - "Gorilla Warfare" (avec Jimmy Palmiotti et Amanda Conner, n°3, 2009)
    - "Girls' Night Out!" (avec Jimmy Palmiotti et Amanda Conner, n°4, 2009)
    - "Space Girls Gone Wild!" (avec Jimmy Palmiotti et Amanda Conner, n°5-6, 2009)

  - Aliens & Apes (tpb, 144 pages, 2010,  (ISBN 1-4012-2910-7)) contient :
    - "Lust in Space" (avec Jimmy Palmiotti et Amanda Conner, n°7, 2009)
    - "A Groovy Kind of Love"  (avec Jimmy Palmiotti et Amanda Conner, n°8, 2010)
    - "This City is a Zoo"  (avec Jimmy Palmiotti et Amanda Conner, n°9, 2010)
    - "War on Terra" (avec Jimmy Palmiotti et Amanda Conner, n°10, 2010)
    - "Terra Alert!" (avec Jimmy Palmiotti et Amanda Conner, n°11, 2010)
    - "The Little Things!" (avec Jimmy Palmiotti et Amanda Conner, n°12, 2010)
- Jonah Hex: No Way Back (roman graphique, avec Jimmy Palmiotti et Tony DeZuniga, hc, 136 pages, Juin 2010,  (ISBN 1-4012-2550-0))
- Freedom Fighters vol. 2 n°1-9 (Septembre 2010-Mai 2011)
  - American Nightmare (tpb, 144 pages, 2011,  (ISBN 1-4012-3171-3)) contient :
    - "American Nightmare" (avec Jimmy Palmiotti et Travis Moore, n°1-9, 2010-2011)
- All-Star Western vol. 3 n°1-34 (Septembre 2011-Août 2014)
  - Volume 1: Guns and Gotham (tpb, 192 pages, 2012,  (ISBN 1-4012-3709-6)) contient :
    - "No Rest for the Wicked" (avec Jimmy Palmiotti et Moritat, n°1, 2011)
    - "Showdown at House Arkham"  (avec Jimmy Palmiotti et Moritat, n°2, 2011)
    - "El Diablo" (avec Jimmy Palmiotti et Jordi Bernet, n°2-3, 2011)
    - "No News is Good" (avec Jimmy Palmiotti et Moritat, n°3, 2011)
    - "In The Dark Underbelly of Gotham!" (avec Jimmy Palmiotti et  Moritat, n°4, 2011)
    - "The Barbary Ghost" (avec Jimmy Palmiotti et Phil Winslade, n°4-6, 2011-2012)
    - "Gotham Underground" (avec Jimmy Palmiotti et Moritat, n°5, 2012)
    - "Beneath the Bat Cave" (avec Jimmy Palmiotti et Moritat, n°6, 2012)

  - Volume 2: War of Lords and Owls (tpb, 192 pages, 2013,  (ISBN 1-4012-3851-3)) contient :
    - "The Arena" (avec Jimmy Palmiotti et Moritat, n°7, 2012)
    - "Nighthawk & Cinnamon!" (avec Jimmy Palmiotti, Moritat et Patrick Scherberger, n°7, 2012)
    - "The August 7" (avec Jimmy Palmiotti et Moritat, n°8, 2012)
    - "Dark as the Dungeon" (avec Jimmy Palmiotti, et Patrick Scherberger, n°8, 2012)
    - "Night of the Owls: Vengeance in the Big Easy" (avec Jimmy Palmiotti et Moritat, n°9, 2012)
    - "The King of Carnival" (avec Jimmy Palmiotti, et Patrick Scherberger, n°9, 2012)
    - "The War of Lords and Owls" (avec Jimmy Palmiotti et Moritat, n°10-12, 2012)
    - "Unholy Matrimony" (avec Jimmy Palmiotti, et José Luis García-López, n°10, 2012)
    - "The Haunted Highwayman!" (avec Jimmy Palmiotti, et Scott Kollins, n°11-12, 2012)

  - Volume 3: The Black Diamond Probability (tpb, 224 pages, 2013,  (ISBN 1-4012-4399-1)) contient :
    - "Untitled" (avec Jimmy Palmiotti et Moritat, n°0, 2012)
    - "The Strange Case of Dr. Arkham and Mr. Hex" (avec Jimmy Palmiotti et Moritat, n°13, 2012)
    - "Tomahawk" (avec Jimmy Palmiotti et Phil Winslade, n°13-16, 2012-2013)
    - "Hyde in America" (avec Jimmy Palmiotti et Moritat, n°14, 2012)
    - "Strange Medicine" (avec Jimmy Palmiotti et Moritat, n°15, 2012)
    - "It's a Madhouse" (avec Jimmy Palmiotti et Moritat, n°16, 2013)

  - Volume 4: Gold Standard (tpb, 176 pages, 2014,  (ISBN 1-4012-4626-5))
    - "Standing on Death's Doorstep" (avec Jimmy Palmiotti et Moritat, n°17, 2013)
    - "19th Century Stormwatch" (avec Jimmy Palmiotti et Staz Johnson, n°17, 2013)
    - "Frozen City" (avec Jimmy Palmiotti et Moritat, n°18, 2013)
    - "Stormwatch, featuring Doctor Terrence 13" (avec Jimmy Palmiotti et Staz Johnson, n°18, 2013)
    - "Panning for Gold" (avec Jimmy Palmiotti et Moritat, n°19, 2013)
    - "The Master Gunfighter" (avec Jimmy Palmiotti et Staz Johnson, n°19, 2013)
    - "Gold Standard" (avec Jimmy Palmiotti et Moritat, n°20, 2013)
    - "Stormwatch: The Lost City of Gold" (avec Jimmy Palmiotti et Staz Johnson, n°20-21, 2013)
    - "Where do we go from here?" (avec Jimmy Palmiotti et Moritat, n°21, 2013)

  - Volume 5: Man Out of Time (tpb, 192 pages, 2014,  (ISBN 1-4012-4993-0)) contient :
    - "Welcome To The Asylum" (avec Jimmy Palmiotti et Moritat, n°22, 2013)
    - "Man Out of Time" (avec Jimmy Palmiotti et Moritat, n°23, 2013)
    - "Justified" (avec Jimmy Palmiotti et Moritat, n°24, 2013)
    - "Blood, Sex & Magic" (avec Jimmy Palmiotti et Moritat, n°25, 2013)
    - "What is and What Will Never Be." (avec Jimmy Palmiotti, Staz Johnson et Moritat, n°26, 2013)
    - "The Unforgiving Truth" (avec Jimmy Palmiotti et Moritat, n°27, 2014)
    - "The New Frontier" (avec Jimmy Palmiotti et Staz Johnson, n°28, 2014)

  - Volume 6: End of the Trail (tpb, 144 pages, 2015,  (ISBN 1-4012-5413-6)) contient :
    - "Bad Decisions" (avec Jimmy Palmiotti et Cliff Richards, n°29, 2014)
    - "Home Again" (avec Jimmy Palmiotti et Staz Johnson, n°30, 2014)
    - "The Other Side" (avec Jimmy Palmiotti et José Luis García-López, n°30-31, 2014)
    - "Bad Intentions" (avec Jimmy Palmiotti et Staz Johnson, n°31, 2014)
    - "This Town's No Good" (avec Jimmy Palmiotti et Staz Johnson, n°32, 2014)
    - "The End In Sight" (avec Jimmy Palmiotti et Staz Johnson, n°33, 2014)
    - "Final Curtain" (avec Jimmy Palmiotti et Darwyn Cooke, n°34, 2014)
- The Ray vol. 3 (série limitée, Décembre 2011-Mars 2012)
  - "The Ray" (avec Jimmy Palmiotti et Jamal Igle, n°1-4, 2011-2012)
- G.I. Combat vol. 3 n°0-7 (Mai 2012-Décembre 2012)
  - Volume 1: The War That Time Forgot (tpb, 256 pages, 2013,  (ISBN 1-4012-3853-X)) contient :
    - "The Unknown Soldier" (avec Jimmy Palmiotti, Dan Panosian et Staz Johnson, n°1-7, 2012)
    - "A Deeper Mystery" (avec Jimmy Palmiotti et Staz Johnson, n°0, 2012)
- Phantom Lady (série limitée, Août 2012-Novembre 2012)
  - "Chasing Shadows" (avec Jimmy Palmiotti et Cat Staggs, n°1, 2012)
  - "To Live And Die In Metropolis" (avec Jimmy Palmiotti et Cat Staggs, n°2, 2012)
  - "The Dead Can Dance... And Die!" (avec Jimmy Palmiotti et Cat Staggs, n°3, 2012)
  - "Out of the Shadows and into the Light" (avec Jimmy Palmiotti et Cat Staggs, n°4, 2012)
- Ame-Comi Girls (Octobre 2012-Octobre 2013)
  - Volume 1 (tpb, 168 pages, 2013,  (ISBN 1-4012-4253-7)) contient :
    - "Featuring Wonder Woman" (avec Jimmy Palmiotti et Amanda Conner, n°1, 2012)
    - "Featuring Batgirl" (avec Jimmy Palmiotti et Sanford Greene, n°2, 2012)
    - "Featuring Duela Dent" (avec Jimmy Palmiotti et Ted Naifeh, n°3, 2012)
    - "Featuring Power Girl" (avec Jimmy Palmiotti et Mike Bowden, n°4, 2013)
    - "Featuring Supergirl" (avec Jimmy Palmiotti et Santi Casas, n°5, 2013)

  - Volume 2: Rise of the Brainiac (tpb, 144 pages, 2014,  (ISBN 1-4012-4687-7)) contient :
    - "Rise of the Brainiac" (avec Jimmy Palmiotti et Eduardo Francisco, n°1-2, 2013)
    - "The Chosen" (avec Jimmy Palmiotti, Santi Casas, Eduardo Francisco, Derec Donovan, Horacio Domingues et Ted Naifeh n°3-5, 2013)

  - Volume 3: Earth in Crisis (tpb, 144 pages, 2014,  (ISBN 1-4012-5037-8)) contient :
    - "Earth in Crisis" (avec Jimmy Palmiotti, Horacio Domingues et Eduardo Francisco, n°6, 2013)
    - "The Teen Hellions" (avec Jimmy Palmiotti, Horacio Domingues et Eduardo Francisco, n°7, 2013)
    - "Big Barda and the Space Pirates/White Canary vs. Pinky Violence" (avec Jimmy Palmiotti et Adam Archer, n°8, 2013)
    - "White Canary vs. Pinky Violence" (avec Jimmy Palmiotti et Adam Archer, n°8, 2013)
    - "Mera, Queen of Atlantis" (avec Jimmy Palmiotti et Steven Cummings, n°8, 2013)
- Human Bomb (série limitée, Décembre 2012-Mars 2013)
  - "Mad, Bad and Dangerous to Know" (avec Jimmy Palmiotti et Jerry Ordway, n°1, 2012)
  - "Ticking Clock" (avec Jimmy Palmiotti et Jerry Ordway, n°2, 2013)
  - "Behind Enemy-Lines" (avec Jimmy Palmiotti et Jerry Ordway, n°3, 2013)
  - "The Ultimate Sacrifice" (avec Jimmy Palmiotti et Jerry Ordway, n°4, 2013)
- Batwing n°19-34 (Avril 2013-Septembre 2014)
  - Volume 4: Welcome to the Family (tpb, 192 pages, 2014,  (ISBN 1-4012-4631-1)) contient :
    - "The End Of The Beginning" (avec Jimmy Palmiotti et Eduardo Pansica, n°19, 2013)
    - "Batwing V. 2.0: Welcome to the Family" (avec Jimmy Palmiotti, Eduardo Pansica, n°20, 2013)
    - "Lion-Mane's Fangs Of Doom!" (avec Jimmy Palmiotti et Eduardo Pansica, n°21, 2013)
    - "Daddy Issues" (avec Jimmy Palmiotti et Eduardo Pansica, n°22, 2013)
    - "Smash" (avec Jimmy Palmiotti et Eduardo Pansica, n°23, 2013)
    - "I Can't Catch A Break" (avec Jimmy Palmiotti et Eduardo Pansica, n°24, 2013)
    - "Keep Your Enemies Closer" (avec Jimmy Palmiotti et Eduardo Pansica, n°25, 2013)
    - "When in Rome (Sort of)" (avec Jimmy Palmiotti et Eduardo Pansica, n°26, 2013)

  - Volume 5: Into the Dark (tpb, 208 pages, 2015,  (ISBN 1-4012-5081-5)) contient :
    - "Not All That Glitters" (avec Jimmy Palmiotti et Eduardo Pansica, n°27, 2014)
    - "Untitled" (avec Jimmy Palmiotti et Eduardo Pansica, n°28, 2014)
    - "Going Down To The Underground" (avec Jimmy Palmiotti et Eduardo Pansica, n°29, 2014)
    - "Underbelly" (avec Jimmy Palmiotti et Eduardo Pansica, n°30, 2014)
    - "Into The Dark" (avec Jimmy Palmiotti et Eduardo Pansica, n°31, 2014)
    - "Family Is Everything" (avec Jimmy Palmiotti et Eduardo Pansica, n°32, 2014)
    - "Gruesome George" (avec Jimmy Palmiotti et Eduardo Pansica, n°33, 2014)
    - "Purpose" (avec Jimmy Palmiotti et Eduardo Pansica, n°34, 2014)
    - "Leviathan Rises" (avec Jimmy Palmiotti et Eduardo Pansica, Batwing: Futures End n°1, 2014)
- Batman: The Dark Knight vol. 2 n°23.2: Mister Freeze (avec Jimmy Palmiotti et Jason Masters, Septembre 2013)
- Star-Spangled War Stories Featuring G.I. Zombie n°1-8 (Juillet 2014–Mars 2015)
  - G.I. Zombie: A Star-Spangled War Story (tpb, 176 pages, 2015,  (ISBN 1-4012-5487-X)) contient :
    - "G.I. Zombie" (avec Jimmy Palmiotti et Scott Hampton, n°1-2, 2014)
    - "Small Town Welcome" (avec Jimmy Palmiotti et Scott Hampton, n°3, 2014)
    - "Exit Strategy" (avec Jimmy Palmiotti et Scott Hampton, n°4, 2014)
    - "Door-to-Door Delivery" (avec Jimmy Palmiotti et Scott Hampton, n°5, 2014)
    - "The Living Desert" (avec Jimmy Palmiotti et Scott Hampton, n°6, 2015)
    - "Two the Hard Way" (avec Jimmy Palmiotti et Scott Hampton, n°7, 2015)
    - "The Final Countdown" (avec Jimmy Palmiotti et Scott Hampton, n°8, 2015)

  - "United States of the Dead" (avec Jimmy Palmiotti et Scott Hampton, Futures End n°1, 2014) collecté dans Futures End: Five Years Later Omnibus (hc, 912 pages, 2014,  (ISBN 1-4012-5129-3))
- Convergence: Action Comics (série limitée en 2 numéros, avec Claude St. Aubin, Avril–Mai 2015, collectée dans Convergence: Infinite Earths Book 1, tpb, 272 pages, 2015,  (ISBN 1-4012-5837-9))
- Convergence: Catwoman (série limitée en 2 numéros, avec Ron Randall, Avril–Mai 2015, collectée dans Convergence: Zero Hour Book One, tpb, 272 pages, 2015,  (ISBN 1-4012-5839-5))
- Harley Quinn and Power Girl (Juin 2015-Novembre 2015)
  - Harley Quinn and Power Girl (tpb, 152 pages, 2016,  (ISBN 1-4012-5974-X)) contient :
    - "Extrastellar Exploitations" (avec Jimmy Palmiotti, Amanda Conner et Stéphane Roux, n°1, 2015)
    - "Excess of Exes" (avec Jimmy Palmiotti, Amanda Conner et Stéphane Roux and Elliot Fernandez, n°2, 2015)
    - "Insurance Waivers" (avec Jimmy Palmiotti, Amanda Conner et Stéphane Roux, Elliot Fernandez, et Moritat, n°3, 2015)
    - "Purity" (avec Jimmy Palmiotti, Amanda Conner et Stéphane Roux et Elliot Fernandez, n°4, 2015)
    - "Bighead Space-God" (avec Jimmy Palmiotti, Amanda Conner et Stéphane Roux et Flaviano, n°5, 2015)

#### Image Comics
- Cloudburst (roman graphique, avec Jimmy Palmiotti, Eliseu Gouveia et Christopher Shy, tpb, 64 pages, juin 2004,  (ISBN 1-58240-368-6))
- Random Acts of Violence (roman graphique, avec Jimmy Palmiotti et Giancarlo Caracuzzo, tpb, 72 pages, 2010,  (ISBN 1-6070-6264-X))
- Trailblazer (roman graphique, avec Jimmy Palmiotti et Jim Daly, tpb, 60 pages, juin 2011,  (ISBN 1-6070-6386-7))
- Retrovirus (roman graphique, avec Jimmy Palmiotti et Norberto Fernandez, hc, 64 pages, novembre 2014,  (ISBN 1-60706-640-8))
- Creator-Owned Heroes n°1-8, "Trigger Girl 6" et "Killswitch" (avec Jimmy Palmiotti, Phil Noto et Jerry Lando juin 2012-janvier 2013)

#### Marvel Comics
- The Punisher: Red X-Mas, one-shot (avec Jimmy Palmiotti et Mark Texiera, décembre 2004)
- Daughters of the Dragon (série limitée en 6 numéros avec Jimmy Palmiotti et Khari Evans, janvier–juin 2006, recueillis dans Daughters of the Dragon, tpb, 144 pages, 2006,  (ISBN 0-7851-1944-2))
- The Punisher: Bloody Valentine, one-shot (avec Jimmy Palmiotti et Paul Gulacy, février 2006)
- Marvel Adventures: Fantastic Four (Juin 2006-Septembre 2006)
  - Volume 4: Cosmic Threats (tpb, 96 pages, 2006,  (ISBN 0-7851-2208-7)) contient :
    - "FF Phone Home" (avec Juan Santacruz, n°13, 2006)
    - "The Most Dangerous Game" (avec Staz Johnson, n°14, 2006)
    - "Its Name Was Terminus From Outer Space!!" (avec Juan Santacruz, n°15, 2006)
    - "Oh Captain, My Captain Marvel" (avec Juan Santacruz, n°16, 2006)
- Marvel Westerns: Kid Colt and the Arizona Girl, one-shot, "Last Stage to Oblivion" (avec Jimmy Palmiotti et Federica Manfredi, juillet 2006)
- Heros for Hire vol. 2 (Août 2006-Février 2007)
  - Civil War: Heroes for Hire (tpb, 120 pages, 2009,  (ISBN 0-7851-4180-4)) contient :
    - "Taking It To the Streets" (avec Jimmy Palmiotti, Billy Tucci et Francis Portela, n°1-2, 2006)
    - "Civil Disobedience" (avec Jimmy Palmiotti, Billy Tucci et Francis Portela, n°3, 2006)
    - "Untitled" (avec Jimmy Palmiotti, Billy Tucci et Francis Portela, n°4-5, 2006)

  - "Guns, Gems, Robots and Terrorists!" (avec Jimmy Palmiotti et Tom Palmer, n°6, 2007)
  - "Untitled" (avec Jimmy Plamiotti et Tom Palmer, n°7, 2007)
- Claws (série limitée en 3 numéros, avec Jimmy Palmiotti et Joseph Linsner, août–octobre 2006, collectée dans Claws, hc, 104 pages, 2007,  (ISBN 0-7851-1850-0))
- Shanna the She-Devil: Survival of the Fittest (série limitée) (août 2007-novembre 2007)
  - Shanna the She-Devil: Survival of the Fittest (tpb, 104 pages, 2008,  (ISBN 0-7851-2412-8)) contient :
    - "Pirates, Gangsters and Sea Monsters" (avec Jimmy Palmiotti et Khari Evans, n°1, 2007)
    - "Run Rabbit Run" (avec Jimmy Palmiotti et Khari Evans, n°2, 2007)
    - "Pit of Beasts" (avec Jimmy Palmiotti et Khari Evans, n°3, 2007)
    - "Conclusion" (avec Jimmy Palmiotti et Khari Evans, n°4, 2007)
- Claws II (série limitée en 3 numéros, avec Jimmy Palmiotti et Joseph Linsner, juillet–septembre 2011, collectée dans Claws II, sc, 112 pages, 2011,  (ISBN 0-7851-5300-4))

#### Autres éditeurs
- Mr. Keen, Tracer of Lost Persons (série limitée en 3 numéros, avec Lee Ferguson, 2003, collectée dans Mr. Keen, Tracer of Lost Persons, 96 pages, 2009,  (ISBN 1-93307-649-6), Moonstone Books)
- Red Sonja: One More Day , one-shot (avec Jimmy Palmiotti et Liam Sharp, Novembre 2005, Dynamite Entertainment)
- The Hills Have Eyes: The Beginning (roman graphique, avec Jimmy Palmiotti et John Higgins, collecté dans The Hills Have Eyes: The Beginning, 112 pages, Juillet 2007,  (ISBN 0-06124-354-X), Fox Atomic Comics)
- The Last Resort (série limitée de 5 numéros avec Jimmy Palmiotti et Giancarlo Caracuzzo, Juillet–Décembre 2009, collectée dans The Last Resort, 120 pages, 2010,  (ISBN 1-60010-615-3), IDW Publishing)
- Time Bomb (série limitée de 3 numéros, avec Jimmy Palmiotti et Paul Gulacy, Juillet–Décembre 2010, collectée dans Time Bomb, 168 pages, 2011,  (ISBN 1-93541-740-1), Radical Comics)
- Dark Horse Presents vol. 2 n°16-19, "The Deap See" (avec Jimmy Palmiotti et Tony Akins, Septembre 2012 – Décembre 2012, Dark Horse Comics)
- Sex and Violence: Volume 1 (roman graphique, avec Jimmy Palmiotti, Jimmy Broxton et Juan Santacruz, Mars 2013, Paper Films)
- Weapon of God (roman graphique, avec Jimmy Palmiotti et Giancarlo Caracuzzo, Septembre 2013, Paper Films)
- Forager (roman graphique, avec Jimmy Palmiotti et Steven Cummings, Novembre 2013, 60 pages, 2015,  (ISBN 1-4778-3093-6), Paper Films & Jet City Comics)
- Dark Horse Presents vol. 3 n°1-6, "Wrestling with Demons" (avec Jimmy Palmiotti et Andy Kuhn, Août 2014-Janvier 2015, Dark Horse Comics)
- Wool (roman graphique, avec Jimmy Palmiotti et Jimmy Broxton, 160 pages, 2014,  (ISBN 1-47784-912-2), Jet City Comics)
- Denver (roman graphique, avec Jimmy Palmiotti et Pier Brito, Juillet 2014, Paper Films)
- The Lone Ranger: Vindicated (série limitée de 4 numéros, avec Rey Villegas, Novembre 2014-Février 2015, Dynamite Entertainment)
- Sex and Violence: Volume 2 (roman graphique, avec Jimmy Palmiotti, Rafa Garres, Romina Moranelli et Vanesa R. Del Rey, Janvier 2015, Paper Films)
- Abbadon (roman graphique, avec Jimmy Palmiotti et Fabrizio Fiorentino, Mars 2015, 72 pages, 2015,  (ISBN 0-99606-666-7), Paper Films & Adaptive Comics)

### Films
- Dead Space: Downfall (co-auteur avec Jimmy Palmiotti, 2008)

### Jeux vidéos
- Mortal Kombat vs DC Universe (co-auteur avec Jimmy Palmiotti et autres, 2008)

### Romans
- 2018 : The Adventures of Penelope Hawk[8]